# Шойхет, Юрий Яковлевич
Ю́рий Я́ковлевич Шо́йхет (род. 5 апреля 1950 г.) — российский предприниматель, политик.

## Биография
В 1971 г. окончил Ставропольское высшее военно-воздушное училище. До 1987 служил ВВС, после чего ушёл в отставку. Был заместителем председателя Омского областного общества охотников. С 1988 по 1991 гг. работал бригадиром, после чего ненадолго стал председателем рыболовецкого кооператива «Промысел». С 1991 года руководитель АО "Омск". Во время августовского путча был одним из организаторов и главных лиц финансирующих деятельность демократических движений, в частности Комитета гражданских действий по защите конституционно избранных органов власти.
Первый президент союза предпринимателей города Омска. Первый мэр Омска в демократической России, был избран Омским городским советом 20 ноября 1991 года. Помимо Шойхета, кандидатами в мэры были бывший Председатель Омского горисполкома Павлов и директор ПО "Автоматика" Владимир Поздняков. Кандидатура Шойхета была поддержана тогдашним председателем Омского облисполкома Полежаевым, который позже будет Главой Администрации Омской области и губернатором Омской области. 
Срок Ю. Я. Шойхета на посту мэра пришёлся на время бурных политических событий в стране. Вдобавок, он стал знаменателен ярким противостоянием администрации города и области и грандиозными новыми мероприятиями. Эти факторы истощали городские финансовые ресурсы, что формально и послужило поводом для его отстранения. В действительности, веской причиной являлся личный конфликт мэра и губернатора Леонида Полежаева. Визит последнего в Москву непосредственно предшествовал президентскому указу.
Одно из начинаний Ю. Я. Шойхета, проводящееся до сих пор и пользующееся огромной популярностью среди горожан — ежегодное празднование Дней города. На время его правления также пришлось несколько ранних Сибирских международных марафонов. На одном из Дней города, Шойхет прыгнул с парашюта. Однако именно при руководстве Шойхета в 1992 году на Дне города произошло падение самолета ЯК-52 на крушу строящегося газетно-журнального цеха издательского комплекса «Омич» (сейчас это здание ТВЦ «Каскад»).
Освобождён от должности указом Президента Российской Федерации 28 января 1994 года. На посту мэра Омска сменён Валерием Рощупкиным.
После освобождения от должности Мэра города Омска, занялся предпринимательством и открыл сеть рыболовных магазинов в Омске. В настоящее время переехал в Израиль.

## Семейное положение
Имеет жену Татьяну и несколько дочерей.